# Saint-Jean-de-Monts
 Saint-Jean-de-Monts  es una población y comuna francesa, en la región de Países del Loira, departamento de Vendée, en el distrito de Les Sables-d'Olonne y cantón de Saint-Jean-de-Monts.

## Demografía
| 4715 | 5146 | 5540 | 5435 | 5959 | 6886 |
| Para los censos de 1962 a 1999 la población legal corresponde a la población sin duplicidades (Fuente: INSEE [Consultar]) |      |      |      |      |      |